# King’s Quest
King’s Quest ist eine Adventure-Reihe der Computerspiele-Firma Sierra On-Line.

## Geschichte
Seit der Gründung 1979 hatte Sierra Textadventures mit statischen Bildern produziert. Nach der Markteinführung des IBM PCjr erweiterte Firmengründer Ken Williams die hauseigenen Entwicklungsprogramme um animierte Grafiken, scrollende Spielumgebungen und Eingabe per Joystick. Das erste Spiel der Firma, das die neuen Möglichkeiten nutzte, war 1984 King’s Quest I: Quest for the Crown, das immer noch hauptsächlich über einen Textparser gesteuert wurde und über EGA-Grafik verfügte. Geschrieben wurde das Spiel von Ken Williams’ Frau Roberta, die auch für die nächsten vier Teile der Serie allein verantwortlich zeichnete.
Mit King’s Quest IV: The Perils of Rosella (1988) erfolgte eine Hinwendung zu leistungsfähigeren Computern mit 16-Bit-Architektur, mit der eine deutlich aufwändigere audiovisuelle Gestaltung der King’s-Quest-Spiele einherging. So wurde für King’s Quest IV die klangliche Untermalung über Ein-Kanal-Systemlautsprecher durch einen mehrstimmigen Soundtrack mit 75 Stücken ersetzt und dem Spiel ein Vorspann nach Art eines Zeichentrickfilms vorangestellt. Mit King’s Quest V: Absence Makes the Heart Go Yonder! kehrte Sierra dem Textparser den Rücken zu und führte eine reine Point-and-Click-Steuerung ein.
Nachdem Sierra 2014 vom Eigentümer Activision Blizzard als Label wiederbelebt wurde, sollte auch King’s Quest einen Neuanfang wagen. Auf den Game Awards 2014 wurde, mithilfe eines Trailers, ein neuer Teil angekündigt. Das neue King’s Quest entstand bei The Odd Gentlemen und die erste Episode erschien am 28. Juli 2015 für den PC. Das neue King’s Quest ist wieder ein Adventure und erschien von 2015 bis 2016 in fünf Episoden.
Die King's-Quest-Serie kann immer noch u. a. auf GOG.com und Steam gekauft werden.
Die Teile 1–7 werden von ScummVM unterstützt und können daher auf zahlreichen modernen Betriebssystemen gespielt werden, darunter Linux, macOS und Windows 10.

## Spiele
- King’s Quest I: Quest for the Crown (1984)
- King’s Quest II: Romancing the Throne (1985)
- King’s Quest III: To Heir Is Human (1986)
- King’s Quest IV: The Perils of Rosella (1988)
- King’s Quest V: Absence Makes the Heart Go Yonder! (1990)
- King’s Quest VI: Heir Today, Gone Tomorrow (‚Heute geerbt, morgen verschwunden‘) (1992)
- King’s Quest VII: The Princeless Bride (‚Die Prinzlose Braut‘) (1994)
- King’s Quest: The Mask Of Eternity (‚Die Maske der Ewigkeit‘) (1998)
- King’s Quest (2015–2016) in 5 Episoden

## Stil
King’s Quest hält sich stilistisch an die Romantik des späten 19. Jahrhunderts. Dies wird durch die Handlung (Märchen) als auch durch die verwendeten Farben Rosa und Blau (Blaue Blume) deutlich. Auch Sierra On-Lines Black Cauldron, basierend auf dem Disney Zeichentrickfilm Taran und der Zauberkessel frei nach Lloyd Alexanders Chroniken von Prydain, bedient sich dieser Stilistik.

### Bekannte Märchen
In der King’s-Quest-Reihe kommen, besonders in den ersten Spielen, viele Figuren aus bekannten Märchen oder Sagen vor. So beispielsweise Rotkäppchen (‚Little Red Riding Hood‘), die Hexe und das Hexenhaus aus Hänsel und Gretel, die Zwerge aus Schneewittchen, Graf Dracula (‚Count Dracula‘), der Flötenspieler Pan oder der Bogenschütze Amor. Zusätzlich bösartige Wesen wie Werwolf, Leprechaun (boshafter Kobold), Troll, Menschenfresser oder Medusa, deren Blick einen zu Stein erstarren lässt, Zauberer oder fleischfressende Pflanzen.

## Spielablauf
Mit Hilfe der Cursor-Tasten und einem textbasierten Eingabe-Menü, dem so genannten Parser-Interface, steuert man die Titelfigur – in Teil I, II und V Sir Graham – durch eine Landschaft voller Gefahren und Abenteuer, mit Trollen, wilden Tieren, mordlustigen Räubern, Hexen und bösen Zauberern. Dieser Modus wurde bis King’s Quest IV verwendet, danach wurde auf Maussteuerung umgestellt.
Die Titelfigur wechselt bei den weiteren Teilen: im dritten und sechsten Teil spielt man Alexander, den Sohn von König Graham und seiner Gemahlin Valanice, in Teil IV ihre Tochter Rosella und in Teil VII sind es Rosella und ihre Mutter Valanice. Die Handlung des achten Spiels hat nicht mehr viel mit seinen Vorgängern zu tun; es ist eher wie ein Abenteuer-Action-Spiel aufgebaut und der Held muss viele Gegner besiegen. Daher ist das Spiel auch erst ab 12 Jahren freigegeben.
Allen Spielen gemeinsam ist, dass man Gegenstände finden, einsammeln und verwenden oder tauschen muss, um es erfolgreich abschließen zu können. Meistens gibt es hierbei zwei mögliche Lösungswege. Wenn man wichtige Gegenstände findet und sie richtig benutzt, so erhöht das die Punktzahl, die man im Spielverlauf erreichen kann.

## Fanprojekte
Die Entwicklergruppe AGD Interactive (vorher Tierra Entertainment) arbeitete die Teile 1 bis 3 mit VGA-Grafik und Maussteuerung auf und verpassten den Spielen sogar eine Sprachausgabe und Musikuntermalung. Die Ergebnisse sind als Freeware auf der Website von AGD Interactive erhältlich. Veröffentlicht wurden die drei Teile unter den Titeln King’s Quest: Quest for the Crown (2001), King’s Quest II: Romancing the Stones (2002) und King’s Quest III Redux: To Heir is Human (2011). Bereits in den frühen 1990er Jahren gab es von Sierra selbst ein EGA-Remake von Teil 1, welches auf dem damals neu eingeführten SCI-System basierte. Ein weiteres Remake von King’s Quest 3 wurde 2006 von Infamous Adventures veröffentlicht.
Mit The Silver Lining erschien 2010 von Phoenix Online Studios ein Fanadventure im modernen 3D-Grafikstil, das sich über mehrere Episoden erstreckt.